# San Juan Rancho Viejo
San Juan Rancho Viejo är en ort i Mexiko.   Den ligger i kommunen Acámbaro och delstaten Guanajuato, i den centrala delen av landet, 190 km väster om huvudstaden Mexico City. San Juan Rancho Viejo ligger 1 848 meter över havet och antalet invånare är 126.
Terrängen runt San Juan Rancho Viejo är kuperad västerut, men österut är den platt. Runt San Juan Rancho Viejo är det ganska tätbefolkat, med 155 invånare per kvadratkilometer. Närmaste större samhälle är Acámbaro, 7,8 km sydost om San Juan Rancho Viejo. Trakten runt San Juan Rancho Viejo består till största delen av jordbruksmark.